# John Simmit
Jonathan "John" Simmit (20 de julio de 1963) es un actor británico, principalmente conocido por hacer de Dipsy en la serie de televisión infantil de la BBC Los Teletubbies.

## Biografía

### Primeros años
Simmit nació en Londres, el 20 de julio de 1963.